# HLB VT 300
De VT 300 ook wel Desiro genoemd is een tweedelig dieseltreinstel met lagevloerdeel voor het regionaal personenvervoer van de Hessische Landesbahn GmbH (HLB).

## Geschiedenis
De uit RegioSprinter ontwikkelde RegioSprinter 2 werd als Desiro op de markt gezet. De Desiro wordt sinds 1998 geproduceerd en verder ontwikkeld als Desiro Classic. Het treinstel werd zowel met dieselmotor maar ook met elektrische aandrijving geleverd.
De Hessische Landesbahn GmbH werd in 1955 opgericht. Het hoofdkantoor is gevestigd in Frankfurt am Main. De aandelen zijn in bezit van de deelstaat Hessen.
Tot 2005 werd de bedrijfsvoering uitgevoerd door de Frankfurt-Königsteiner Eisenbahn AG, de Butzbach-Licher Eisenbahn AG en de Kassel-Naumburger Eisenbahn AG.

## Constructie en techniek
Het treinstel is opgebouwd uit een aluminium frame. Typerend aan dit treinstel is door de toepassing van Scharfenbergkoppeling met het grote voorruit. De treinen werden geleverd als tweedelig dieseltreinstel met mechanische transmissie. De trein heeft een lagevloerdeel. Deze treinen kunnen tot drie stuks gecombineerd rijden. De treinen zijn uitgerust met luchtvering.

## Treindiensten
De treinen worden door Hessische Landesbahn GmbH (HLB) ingezet op het volgende traject.
- Kahlgrundbahn, RB 56: Hanau Hbf - Kahl (Main) - Alzenau - Schöllkrippen